# Витаново (природни резерват)
Витаново (буг. Витаново) је резерват природе на планини Странџа у југоисточној Бугарској близу границе са Турском. Један је од пет резервата у оквиру парка природе Странџа. Обухвата површину од 1112.4 ха или 11.124 km². Резерват се може посетити само уз посебну дозволу, издате од Министарства воде и животне средине у Бугарској, за спровођење истраживања или специјализованог туризма под строгим правилима и правцима.
Најближе село је Брашљан у оптини Мало Трново.
На територији резервата се срећу 462 врсте биљака: 421 врста зељастих биљака, 26 реликтних врста и 9 балканских ендемских врста. Резерват карактеришу шуме источне букве, граба, сладуна, цера и различите врсте храста.
Међу природним знаменитостима у Витанову се издвајају крашки извори и пећине, од којих је највише истраживана Братанова пећина.